# Nhạc pop tiếng Đài Loan
T-pop, nhạc pop tiếng Đài Loan hay nhạc pop Đài ngữ (tiếng Anh: Taiwanese pop; giản thể: 台语流行音乐; phồn thể: 台語流行音樂; bính âm: Táiyǔ liúxíng yīnyuè; Bạch thoại tự: Tâi-gí liû-hêng im-ga̍k; Hán-Việt: Đài ngữ lưu hành âm nhạc) là một thể loại âm nhạc đại chúng được hát bằng tiếng Phúc Kiến Đài Loan và được sản xuất chủ yếu tại Trung Hoa Dân Quốc (tức Đài Loan). Nó còn được quy vào Tai-pop và từng bị hạn chế trong suốt thời kỳ thiết quân luật ở Đài Loan. Sau khi dỡ bỏ thiết quân luật ở Đài Loan vào năm 1987, rất nhiều nghệ sĩ đã bắt đầu sản xuất các bài hát tiếng Đài Loan và các album nhạc hoàn toàn bằng tiếng Đài Loan. Tai-pop mặc dù phát triển tại Đài Loan nhưng cũng phổ biến trong cộng đồng người Hoa Phúc Kiến ở Hạ Môn, Phi-líp-pin, Ma-lai-xi-a, Xinh-ga-po và In-đô-nê-xi-a, nơi mà thể loại nhạc này thường được gọi với cái tên nhạc pop tiếng Phúc Kiến (Hokkien pop) hay nhạc Phúc Kiến.

## Thuật ngữ
Tiếng Quảng Đông, tiếng Hoa phổ thông và tiếng Đài Loan (phương ngữ Phúc Kiến), tất cả đều xuất phát từ ngữ hệ Hán-Tạng. Nguồn gốc lịch sử của nhạc pop tiếng Đài Loan bắt nguồn từ dòng nhạc enka của Nhật Bản thay vì thời đại khúc (shidaiqu) của Trung Hoa. Âm nhạc của thể loại này đôi khi được gọi là "nhạc pop Đài Loan bản địa" để phân biệt với nhạc pop tiếng Hoa phổ thông (Quan thoại) tại Đài Loan. Ngoài ra, vì phát triển từ dòng nhạc enka truyền thống của Nhật Bản nên dòng nhạc này trở nên phức tạp với sự đa dạng của nó.

## Các mức chứng nhận
Tháng 8 năm 1996, tổ chức IFPI Đài Loan (nay là Cơ sở Công nghiệp Thu âm tại Đài Loan) đã cho ra mắt giải vàng và giải bạch kim về lĩnh vực thu âm ca nhạc ở Đài Loan, cùng với Bảng xếp hạng IFPI Đài Loan vốn đã tạm ngưng từ tháng 9 năm 1999.
Các điều kiện về doanh số trong lĩnh vực thu âm ca nhạc mảng nội địa, mảng quốc tế cũng như khác biệt về đĩa đơn. Tại Đài Loan, doanh số ở mảng nội địa thì cao hơn mảng quốc tế cũng như các đĩa đơn. Lưu ý rằng việc cấp chứng nhận về thu âm ca nhạc ở Đài Loan được trao tặng dựa trên việc lưu chuyển.
| Chứng nhận | Trước tháng 3 năm 2002 | Trước tháng 1 năm 2006 | Trước tháng 11 năm 2007 | Trước tháng 1 năm 2009 | Kể từ ngày 1 tháng 1 năm 2009 |
| ---------- | ---------------------- | ---------------------- | ----------------------- | ---------------------- | ----------------------------- |
| Vàng       | 100.000                | 50.000                 | 35.000                  | 20.000                 | 15.000                        |
| Bạch kim   | 200.000                | 100.000                | 70.000                  | 40.000                 | 30.000                        |

| Chứng nhận | Kể từ ngày 1 tháng 1 năm 2009) |
| ---------- | ------------------------------ |
| Vàng       | 5.000                          |
| Bạch kim   | 10.000                         |

## Tại Việt Nam
Nhạc pop Đài ngữ hay nhạc pop tiếng Đài Loan được biết đến tại Việt Nam chủ yếu thông qua các băng video "vũ điệu nhạc Hoa" (光輝伴唱標準舞 Quang Huy bạn xướng tiêu chuẩn vũ) do hãng phát hành băng đĩa hình Quang Huy (光輝錄影帶) phổ biến vào thập niên 1990 và sau đó là nhạc nền các bộ phim truyền hình dài tập của Đài Loan (cụ thể là phim tâm lý xã hội, phim gia đình và phim cổ trang).
Ngoài ra cũng có một số ca khúc nhạc pop tiếng Đài Loan được các ca sĩ V-pop hát lại hoặc phối lại bằng tiếng Việt như:
| STT | Tên gốc bài hát tiếng Hoa (phiên âm Bạch thoại + tiếng Việt)                            | Album                                             | Người thể hiện                      | Năm phát hành | Quốc gia phát hành | Tên bài hát phiên bản Việt Nam                                                                              |
| --- | --------------------------------------------------------------------------------------- | ------------------------------------------------- | ----------------------------------- | ------------- | ------------------ | --- |
| 1   | 愛拚才會贏 Ài piàⁿ chiah ē iâⁿ (Tình yêu sẽ thắng)                                      | Ài piàⁿ chiah ē iâⁿ 愛拚才會贏                    | Diệp Khải Điền 葉啟田 (nghệ danh)   | 1988          | Đài Loan           | Người đến từ Triều Châu - Quang Linh                                                                        |
| 2   | 愛情恰恰 (Ái Tình Cha Cha)                                                              | 陳小雲—愛情恰恰 (Ái Tình Cha Cha — Trần Tiểu Vân) | Trần Tiểu Vân                       | 1992          | Đài Loan           | Được hàng loạt nghệ sĩ Việt sử dụng làm nhạc nền trên ứng dụng TikTok                                       |
| 3   | 借過 Chioh ku̍h                                                                          | Nhạc phim Tế Công (1995) (bài số 1)               | Diệp Khải Điền 葉啟田 (nghệ danh)   | 1995          | Đài Loan           | Lời Việt: Thanh Đồng                                                                                        |
| 4   | 天公疼憨人 Thiⁿ kong thiàⁿ ngā lîn - Nhạc phim Tế Công (1995) (bài số 3)                | 天公疼憨人                                        | Tăng Tâm Mai                        | 1995          | Đài Loan           | Lời Việt: Thanh Đồng                                                                                        |
| 5   | 阿娜答 Ā nà dá (Bạn) (Bài hát này chứa lời bằng tiếng Phúc Kiến và một chút tiếng Nhật) | 白冰冰-阿娜答*原版CD                              | Bạch Băng Băng                      | 1994          | Đài Loan           | Tuổi mộng xứ Đông - Cẩm Ly                                                                                  |
| 6   | 月夜愁 Goa̍t-iā Chhiû (Nỗi buồn đêm trăng)                                               |                                                   | Trần Thục Hoa                       | 1993          | Đài Loan           | Vườn hoa xinh - Xuân Mai                                                                                    |
| 7   | 愛你的理由 Ài ní tiah lí iû (Lý Do Yêu Em) - Nhạc phim Đời sống chợ đêm                 | 愛你的理由                                        | Giang Chí Phong ft. Trương Tú Khanh | 2011          | Đài Loan           | Tam Giác Tình - Lâm Chấn Khang ft. Saka Trương Tuyền                                                        |
| 8   | 今生只為你 Taⁿ siⁿ chí ūi ní (Kiếp Này Chỉ Vì Em) - Nhạc phim Đời sống chợ đêm          | 今生只為你                                        | Trần Tùy Ý ft. Đường Lệ             | 2011          | Đài Loan           | Kiếp Này Chỉ Vì Nhau - Kim Ny Ngọc ft. Mr. Bim                                                              |
| 9   | 南都之夜 Lâm-too chi-àm (Đêm Nam Đô)                                                    |                                                   | Trần Nhất Lang                      | 1945          | Đài Loan           | - Mộng Đẹp Ngày Xưa - Nhật Hào - Ước Mơ - Nguyệt Anh (cựu thành viên nhóm TyMyTy) - Mộng Đẹp - Dương Edward |
| 10  | 窗外夜雨 (Mưa Đêm Cửa Sổ)                                                               |                                                   | Giang Huệ                           |               | Đài Loan           | Cánh hoa đào - Xuân Mai                                                                                     |

## Nghệ sĩ
- Châu Hoa Kiện
- Trương Chấn Nhạc
- Châu Kiệt Luân (周杰倫)
- S.H.E
- La Chí Tường (羅志祥)
- Lollipop F (Bổng Bổng Đường 棒棒堂)
- Lâm Chí Dĩnh (林志穎)
- Từ Hy Viên (徐熙媛)
- Thái Y Lâm (蔡依林）
- Dương Thừa Lâm (楊丞琳)
- Trương Huệ Muội (張惠妹)
- Từ Nhược Tuyên (徐若瑄)
- Vương Lực Hoành (王力宏)
- Từ Hy Đệ (徐熙娣)
- Giang Huệ (江蕙)
- Ngôn Thừa Húc (言承旭)
- Chu Hiếu Thiên (朱孝天)
- Ngô Kỳ Long (吳奇隆)
- Ngô Kiến Hào (吴建豪)
- Châu Du Dân (周渝民)
- F.I.R. (Phi Nhi Nhạc Đoàn 飛兒樂團)
- Phi Luân Hải (飛輪海）
- Ngũ Nguyệt Thiên (Mayday)
- Bạch Băng Băng (白冰冰)
- Trương Vũ Sinh